# Romantica
Romantica – utwór włoskiego wokalisty Renato Rascela, napisany we współpracy z Dino Verde'm, nagrany i wydany w 1960 roku. 
Singiel wygrał 10. Festiwal Piosenki Włoskiej w San Remo w 1960 roku, po czym reprezentował Włochy podczas finału 5. Konkursu Piosenki Eurowizji w tym samym roku.
Podczas koncertu finałowego imprezy, który odbył się 29 marca 1960 roku w londyńskim Royal Festival Hall, utwór został zaprezentowany jako dwunasty w kolejności i ostatecznie zdobył 5 punktów, plasując się na ośmym miejscu finałowej klasyfikacji, remisując z propozycją „Cielo e terra” Anity Traversi, która reprezentowała Szwajcarię. Dyrygentem orkiestry podczas występu wokalisty był Cinico Angelini. 
Na stronie B winylowego wydania singla znalazły się piosenki „Dimmelo con un fiore” i „Ammore e sole”. Oprócz włoskojęzycznej wersji utworu, kompozycja została nagrana także w języku francuskim.